# Malínovka (Sakhalín)
Malínovka (en rus: Малиновка) és un poble de l'óblast de Sakhalín, a l'Extrem Orient de Rússia, que el 2013 tenia 216 habitants. Pertany al districte de Poronaisk.